# 香桃木院

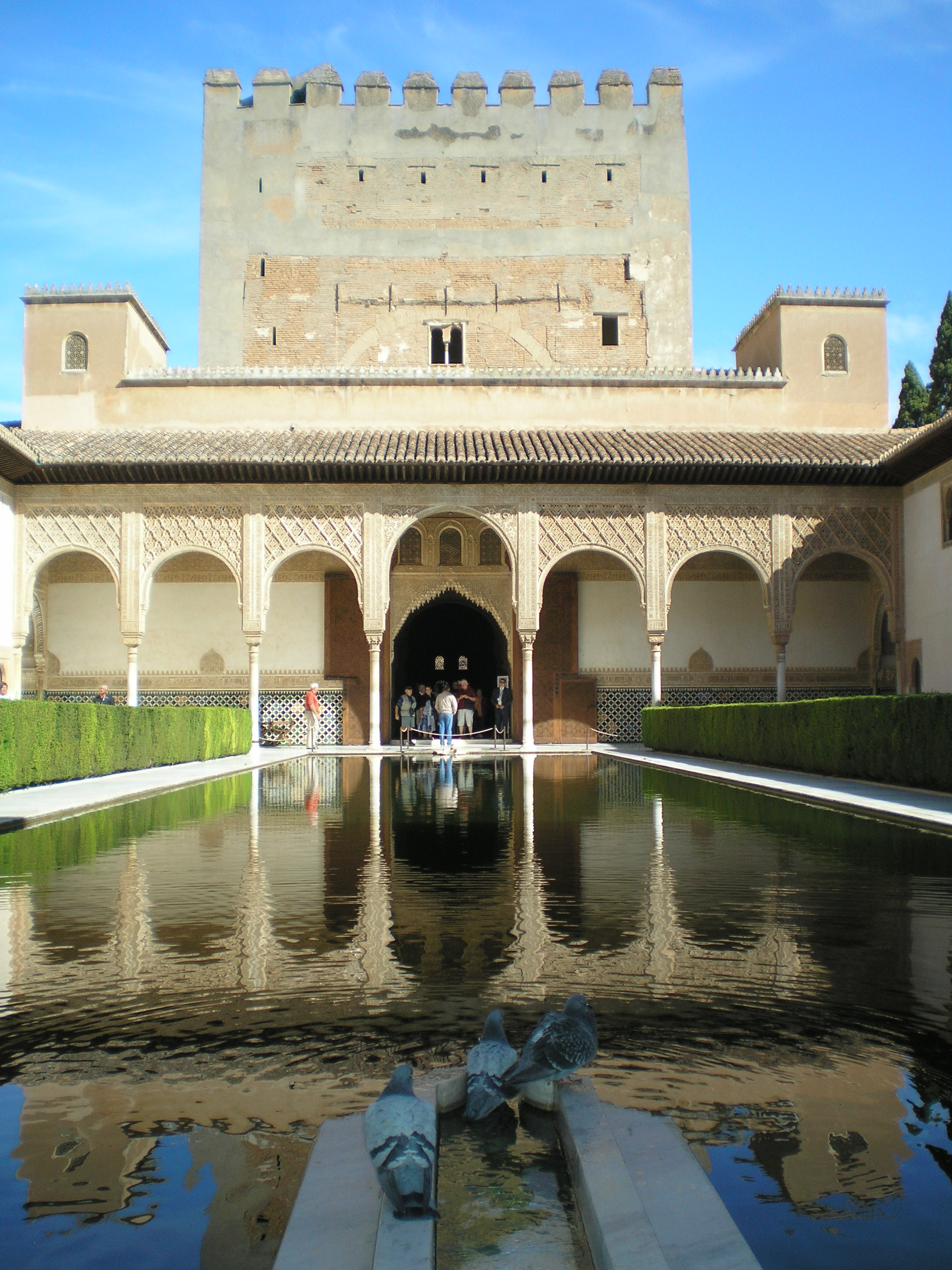

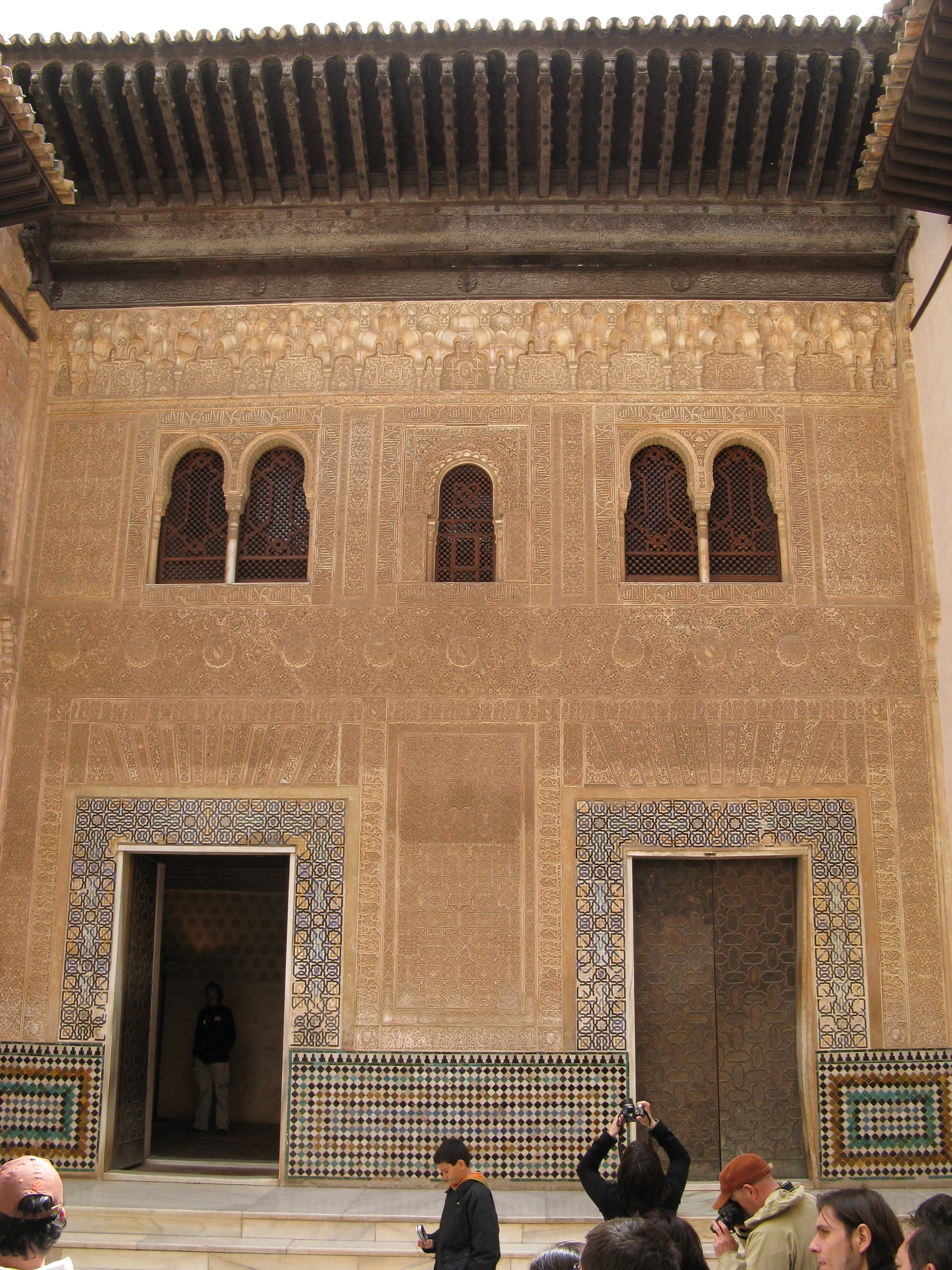

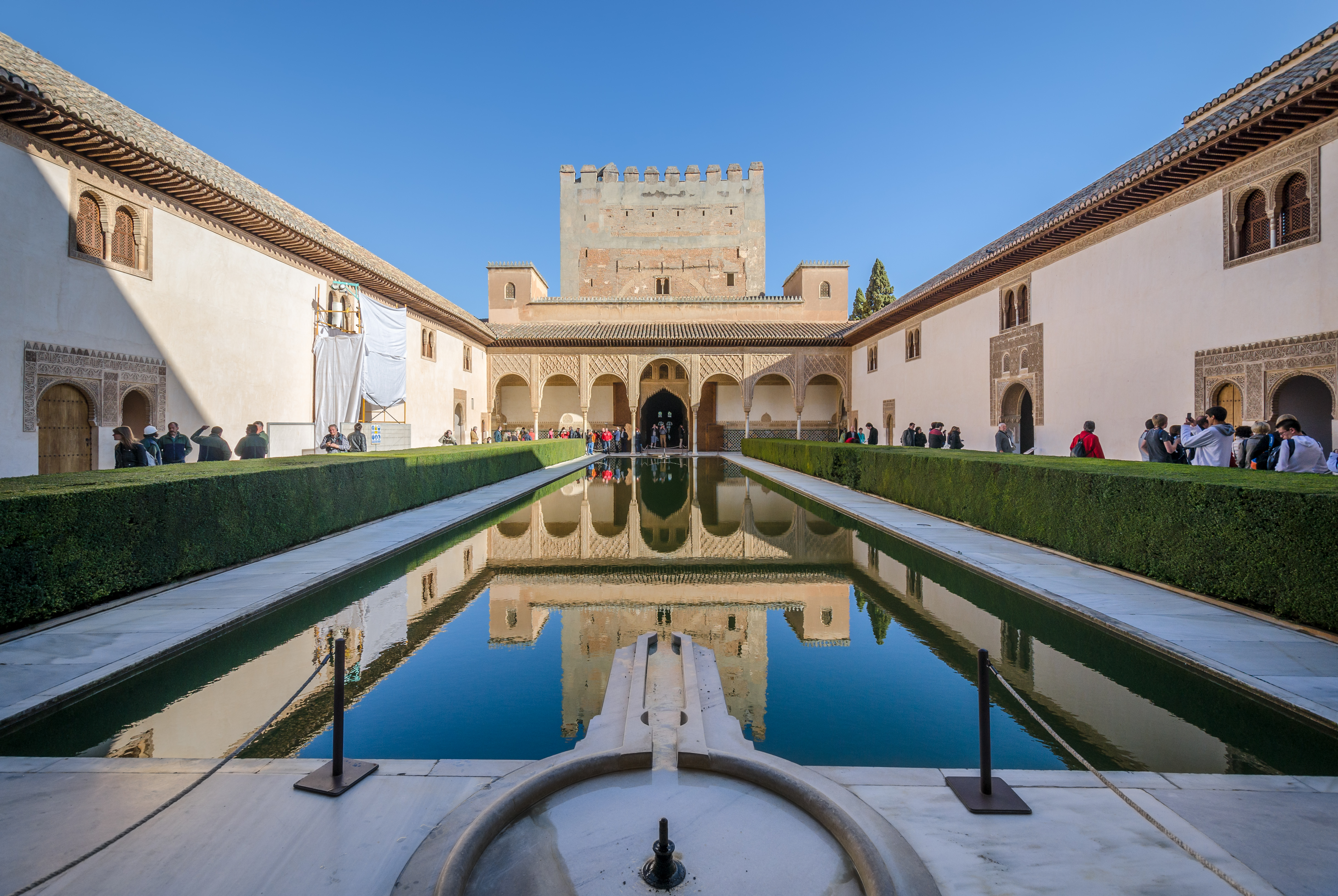

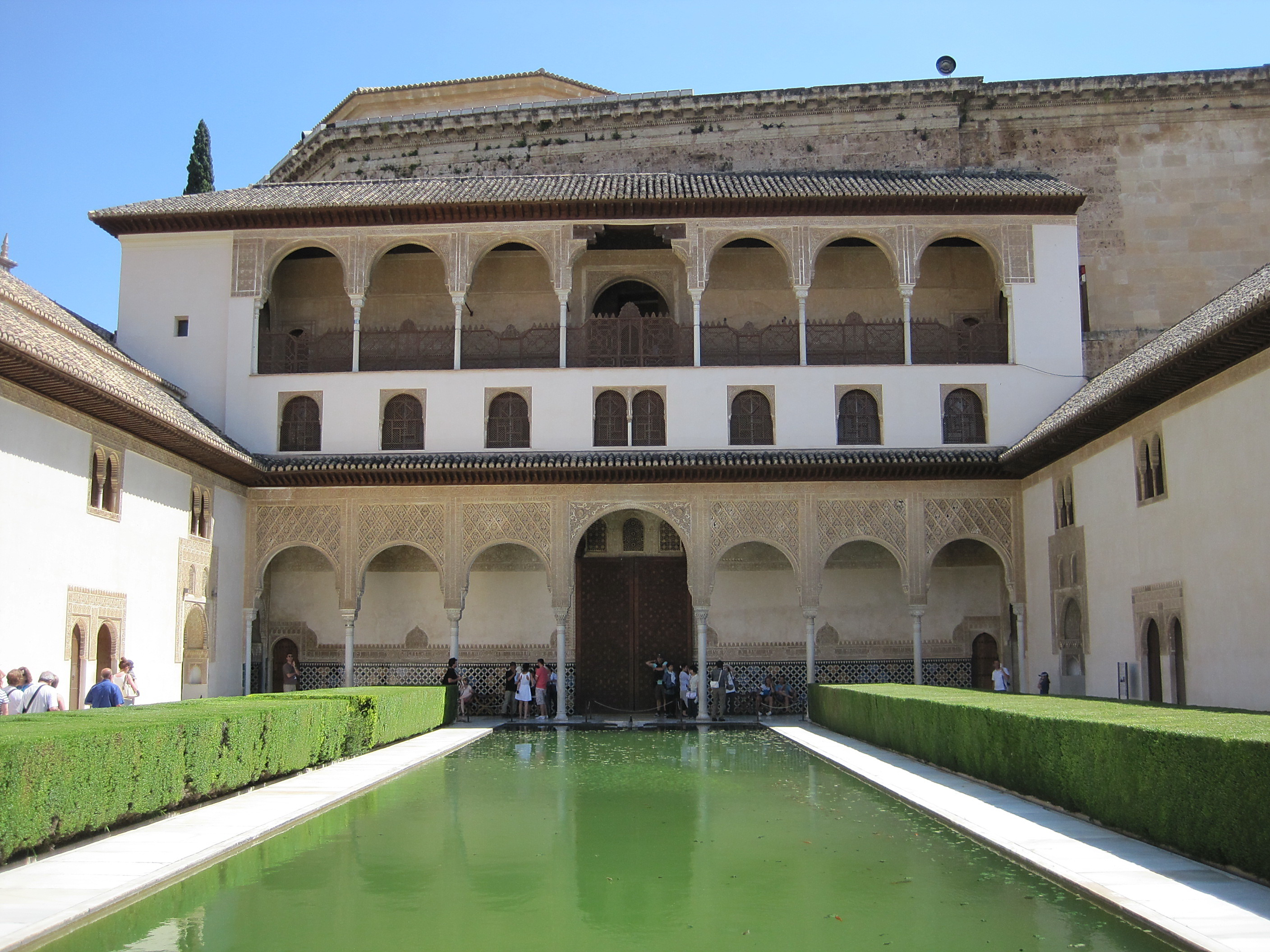
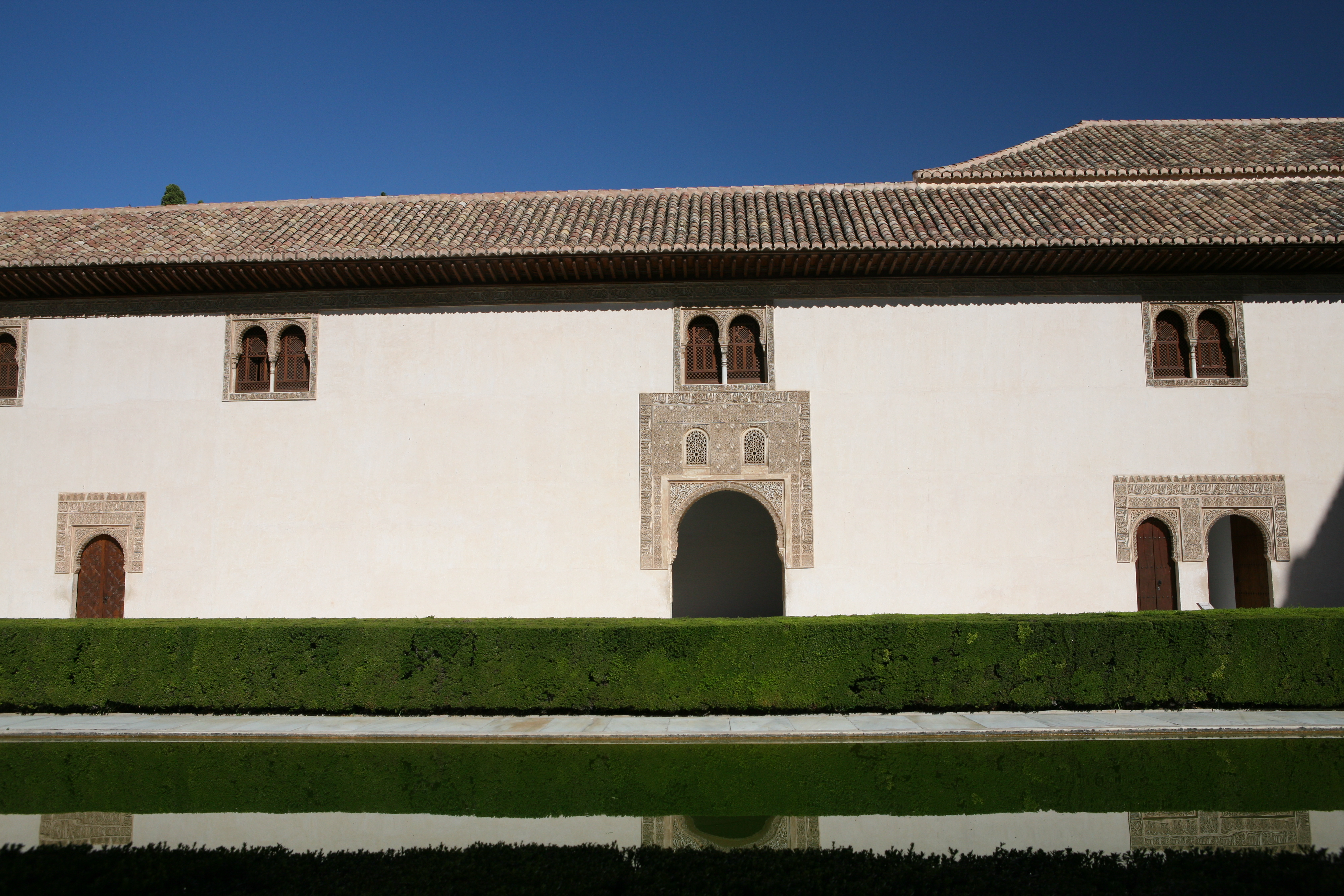
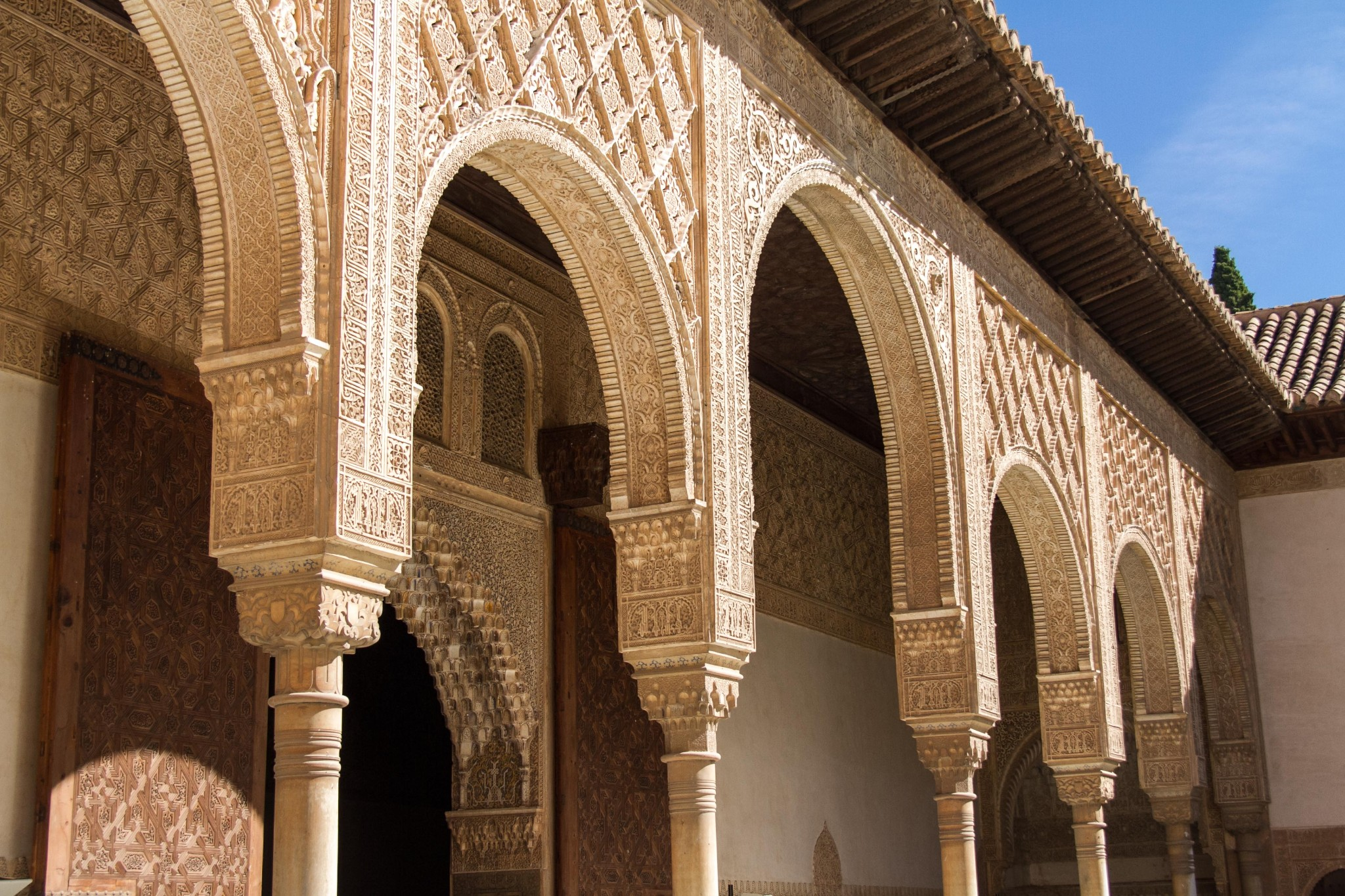
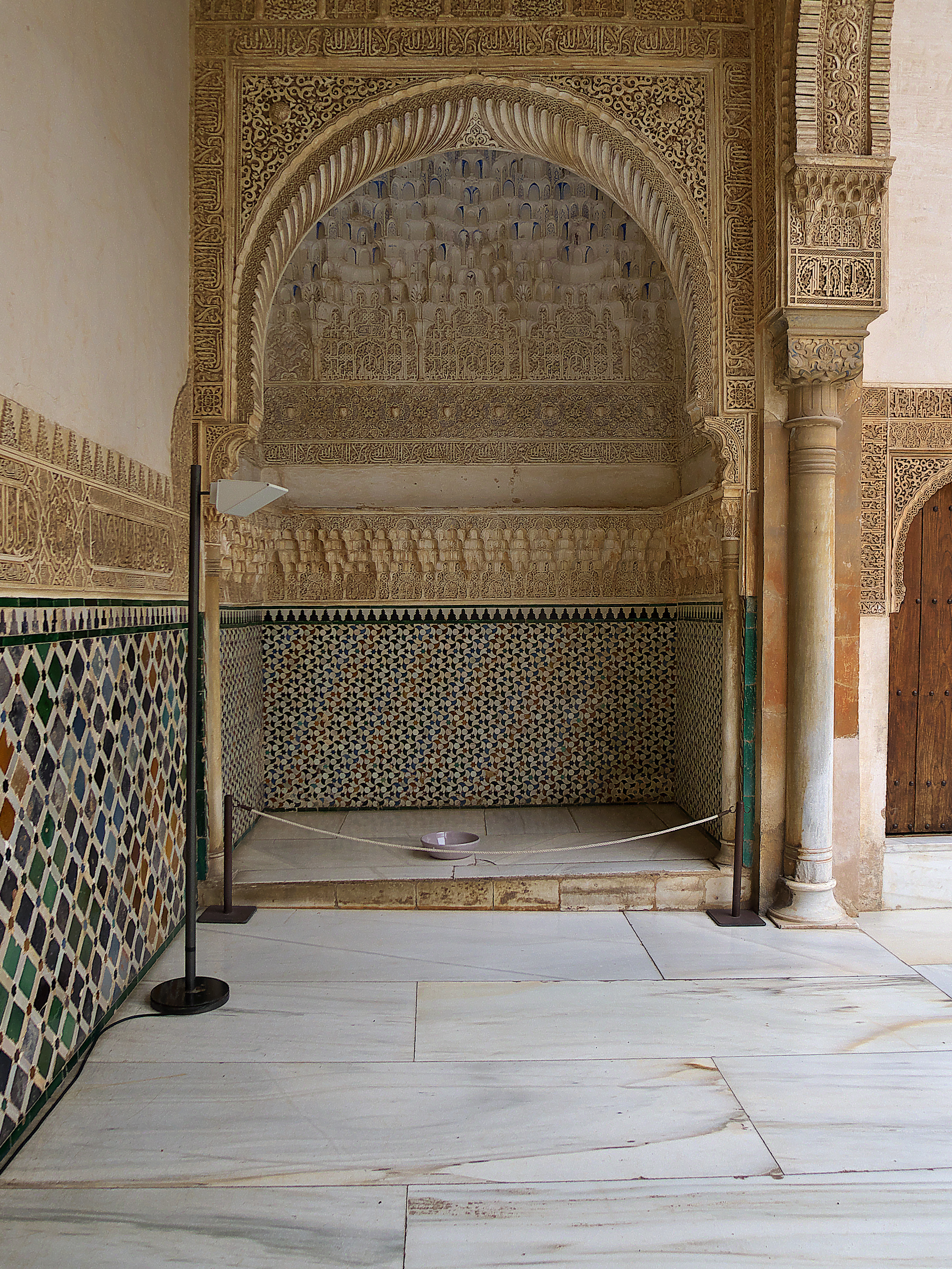
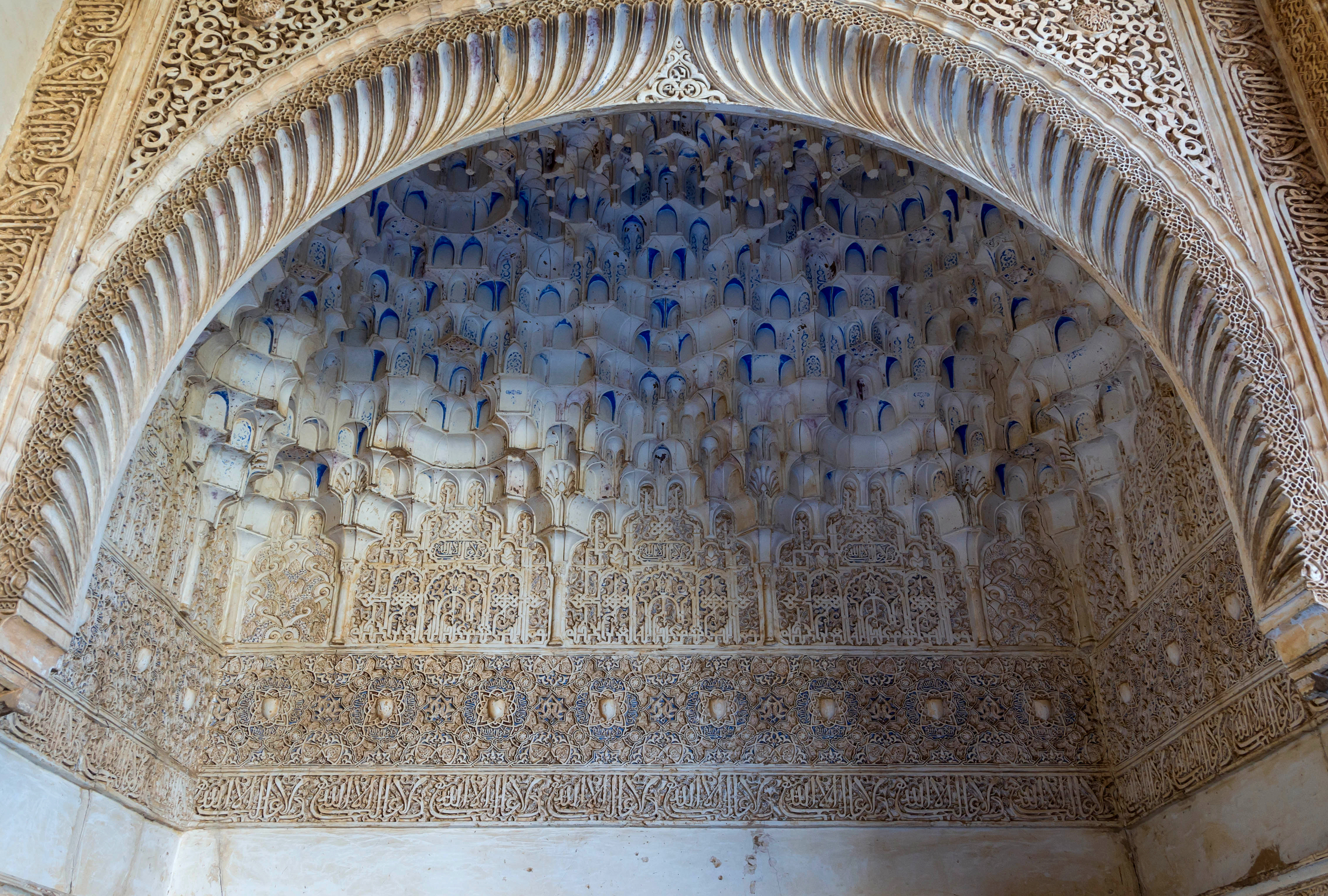
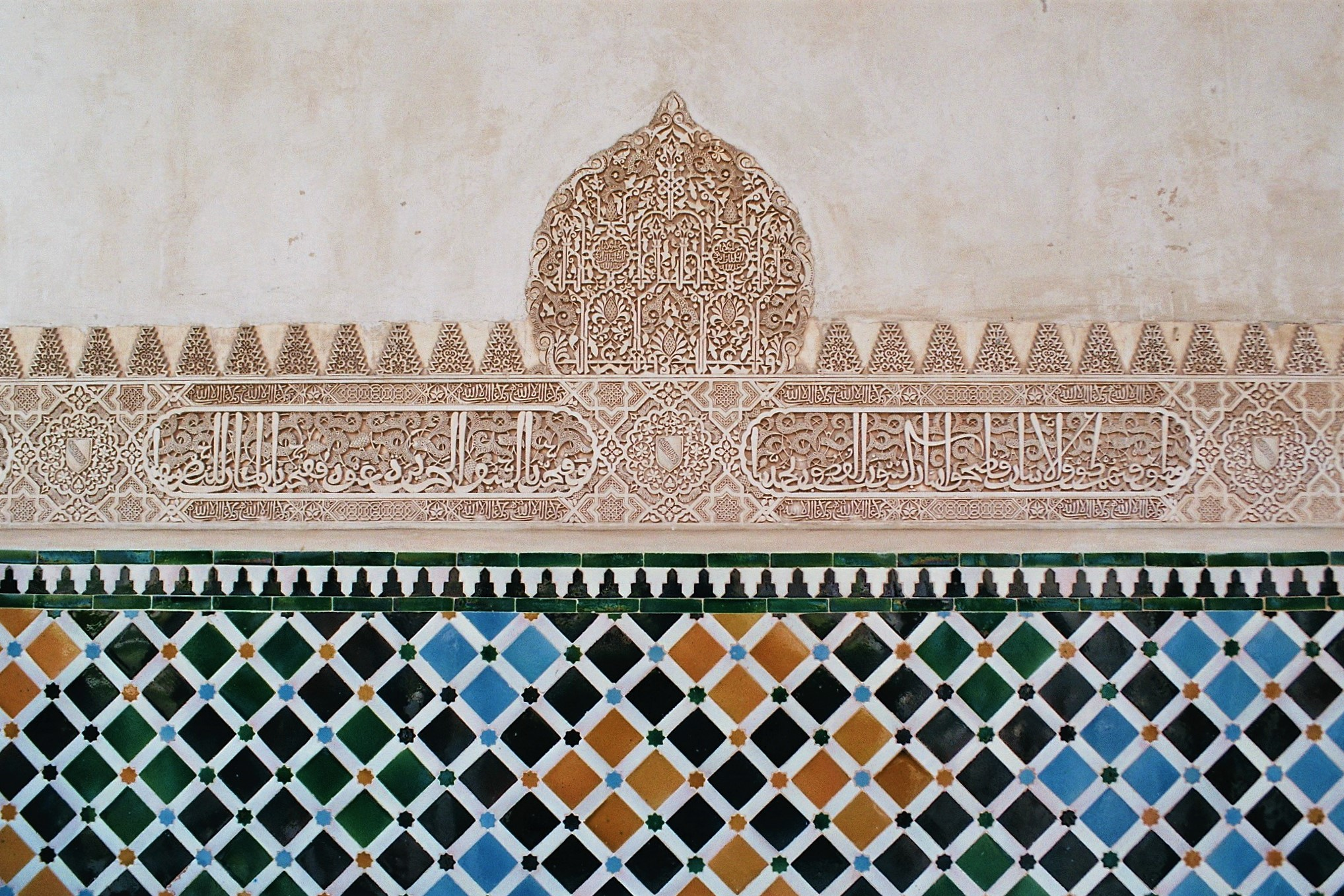

香桃木院（西班牙語：Patio de los Arrayanes）是西班牙格拉纳达阿尔罕布拉宫内科玛莱斯宫（西班牙語：Palacio de Comares）的中心部分，位于梅斯亚尔厅以东，狮子庭院以西。14世纪初由苏丹伊斯玛伊勒一世始建，14世纪末由他的继任者优素福一世和穆罕默德五世进行了重大修改。 除了香桃木院外，阿尔罕布拉宫最令人印象深刻的房间是使节厅（西班牙語：Salón de los Embajadores）。
香桃木院得名于中心池塘周围的香桃木。